# Горка (Шапшинское сельское поселение)
Горка — деревня в Харовском районе Вологодской области на реке Вондожь.
Входит в состав Шапшинского сельского поселения, с точки зрения административно-территориального деления — в Шапшинский сельсовет.
Расстояние по автодороге до районного центра Харовска — 44 км, до центра муниципального образования Шапши — 10 км. Ближайшие населённые пункты — Харитониха, Софониха, Потапиха.
По переписи 2002 года население — 7 человек.